# Звонко Варга
Звонко Варга (Црвенка, 27. новембар 1959) бивши је играч Партизана, Лијежа и репрезентативац Југославије. Играо је фудбал у периоду од 1976. до 1997.
Звонко Варга је за Партизан одиграо укупно 451 утакмицу и постигао 167 голова. Од тога 199 првенствених утакмица и постигао је 58 прволигашких голова.

## Каријера
Звонко Варга је започео своју фудбалску каријеру у Црвенки, одакле је са осамнаест година као велики таленат доведен у Партизан из Београда. У Партизану се веома брзо придружио првој једанаесторици и у наредних осам година имао је доста удела у успесима клуба.
За време које је провео у Партизану саиграчи су му били многи познати играчи и репрезентативци као на пример Манце, Вукотић, Сантрач, Чава Димитријевић, Прекази, Живковић, Стојић и Вермезовић.
Као играч Партизана, освојио је две шампионске титуле у сезонама 1982/83. и 1985/86. године. Те године је био и најбољи стрелац Партизана са 17 голова. На почетку своје каријере у Партизану освојио је и Средњоевропски куп 1978.
На припремама за фудбалску сезону 1979/80., Партизан је гостовао у Аустралији и одиграо је две утакмице против репрезентације Аустралије. Прва утакмица, која је играна 29. јуна 1979. године је била и уједно опроштај капитена аустралијске репрезентације Питера Вилсона, који је одиграо укупно 114 утакмица за репрезентацију. Крајњи резултат је био нерешен 1 : 1. Друга утакмица, која је одиграна 1. јула у Сиднеју пред 9.600 гледалаца, завршила се победом екипе Партизана од 1 : 0 и гол је постигао Звонко Варга у 47 минуту. Екипу Партизана је тада предводио Милутин Шошкић. О јачини тадашње аустралијске репрезентације говори и податак да су следећи сусрет, два месеца касније, одиграли против ФК Космос из Њујорка и победили са 2 : 0. Тада су у Космосу играли Франц Бекенбауер, Владислав Богићевић, Ђорђо Кинаља и Карлос Алберто.
После одличних игара у екипи Партизана, Варга је добио понуду да пређе у белгијски ФК Стандард Лијеж, што је он и прихватио. У првој сезони Лијеж са Варгом је успео да стигне до финала белгијског купа. У финалу Лијеж је изгубио, али је успео да освоји титулу првака Купа Белгије у фудбалу у сезони 1989/90. Као победник, Лијеж је играо у Купу победника купова где је успео да елиминише норвешки ФК Ставангер са 2 : 0 и 3 : 0 (5 : 0), португалску Естрелу Амадора 2 : 0 и 0 : 1 (2 : 1), али у четвртфиналу Лијеж је изгбио од италијанског Јувентуса 1 : 3 и 0 : 3 (1 : 6).

## Тренерска каријера
После завршетка активне играчке каријере Варга је постао тренер. Тренирао је клубове ОФК Београд, ФК Рад. ФК Сартрид, и ФК Галеника. Такође је у више наврата био помоћни тренер Партизана, док су на челу били Лотар Матеус, Владимир Вермезовић и Славиша Јокановић као и ФК Телеоптика

## Клубови
- Црвенка (1976—1977)
- Партизан Београд (1977—1986)
- Лијеж Лијеж (1986—1993)
- РФК Серан Лијеж (1993—1994)
- Клуб Лијеж Лијеж (1994—1995)
- Тилер Лијеж Лијеж (1995—1997).[11]

Састав Партизановог шампионског тима из 1982/83.:
- Раде Залад, Александар Трифуновић, Момчило Вукотић, Слободан Ројевић, Драган Манце, Миодраг Јешић, Миодраг Радовић, Звонко Живковић, Чава Димитријевић, Љубомир Радановић, Ненад Стојковић, Адмир Смајић, Никица Клинчарски, Звонко Варга, Џевад Прекази, Ранко Стојић, Сеад Сарајлић, Звонко Поповић, Милош Ђелмаш, Новица Костић, Стевица Кузмановски, Слободан Павковић, Сеад Машић, Радомир Радуловић, Зоран Лилић.[12] Тренер тог шампионског тима био је Милош Милутиновић.

Састав Партизановог шампионског тима из 1985/86.:
- Фахрудин Омеровић, Миодраг Радовић, Слободан Ројевић, Миодраг Бајовић, Љубомир Радановић, Владо Чапљић, Владимир Вермезовић, Звонко Варга, Адмир Смајић, Звонко Живковић, Бајро Жупић, Радослав Никодијевић, Милинко Пантић, Милорад Бајовић, Горан Богдановић, Јовица Колб, Иса Садрију, Небојша Вучићевић, Милоња Ђукић, Дарко Белојевић, Милош Ђелмаш, Горан Стевановић, Драган Манце. Тренер ове шампионске екипе био је још једна клупска легенда Ненад Бјековић.

## Краљ стрелаца
У периоду проведеном у клубу био је и најбољи стрелац Партизана у шампионској сезони:
- 1985/86.  17’ (голова);

Као играч ФК Лијеж, иако није играо на позицији центарфора, био је најбољи стрелац екипе 4 пута у првој лиги и једанпут у нижеразредном такмичењу у сезони 1995-96 са 19 голова.
- 1988-89  22’ (голова);
- 1989-90  8’ (голова);
- 1991-92  10’ (голова);
- 1994-95  13’ (голова);
- 1995-96  19’ (голова);.

Други стрелац екипе ФК Лијеж је био два пута:
- 1986-87  10’ (голова);
- 1987-88  11’ (голова);

У Белгијској лиги је поставио рекорд, 13. маја 1989. године на утакмици против Биршота (Beerschot). Лијеж је ту утакмицу добио са резултатом од 6:1 и Варга је постигао свих шест голова. Са овим погоцима је поставио себе на треће место у Белгији свих времена. Више голова од Варге у Белгијском првенству, на једној утакмици су постигли само два играча Весли Сонк и Марк Вилмотс.

### ФИФА U-20, група Б
Звонко Варга, као репрезентативац Југославије је учествовао на ФИФА U-20 светском купу одржаном у Јапану. Југославија је играла у групи Б са Пољском, Аргентином и Индонезијом. Испала је одмах после прве рунде такмичења, остваривши само једну победу.
Репрезентација је играла у следећем саставу:
- (1) Томислав Ивковић (голман), (3) Милан Јанковић, (4) Звонко Живковић, (5) Роберт Јуричко,(7) Бошко Ђуровски, (8) Иван Гудељ, (10) Мехмед Баждаревић, (13) Звонко Варга, (15) Здравко Чакалић, (16) Борислав Митровић, (18) Владо Чапљић, (2) Иван Пудар (голман), (6) Марко Елснер, (9) Радомир Радуловић, (11) Харис Смајић, (14) Недељко Милосављевић и (17) Марко Млинарић.

## Играчка статистика у ФК Партизан
Статистика Звонка Варге са Партизановог званичног клупског сајта:
|                        | \| Такмичење \| Број утакмица \| Број голова \| \| ---------------------- \| ------------- \| ----------- \| \| Првенствене \| 199 \| 58 \| \| Интернационалне \| 24 \| 8 \| \| Пријатељске \| 171 \| 88 \| \| Куп Југославије \| 18 \| 5 \| \| Куп европских шампиона \| 3 \| 0 \| \| Куп УЕФА \| 7 \| 8 \| \| Средњоевропски Куп \| 1 \| 0 \| \| Турнир у Мостару \| 7 \| 3 \| \| Лига младих тимова \| 7 \| 1 \| \| Београдски турнир \| 8 \| 2 \| \| Турнир у Титограду \| 1 \| 0 \| \| Турнир у Скопљу \| 1 \| 0 \| \| Трофеј „Марјан" \| 2 \| 0 \| \| Југо Турнир \| 2 \| 1 \| \| Укупно \| 451 \| 167 \| Изјава Звонка Варге за новине: Моја партија каријере била је 1987. године у дресу Лијежа. Играли смо против у то време силне Бенфике, која је годину дана раније изгубила на пенале у финалу Купа шампиона, као и две сезоне касније. Значи, ми смо Португалцима направили тај интермецо, победивши их мојим и Малбашиним голом у Лијежу са 2:1, а у Лисабону смо изборили реми. Против Загрепчана сам стварно одиграо два несвакидашњи меча. У претпоследњем колу на Максимиру, и поред тога што су „модри“ имали два пенала, победили смо са 3:2, а ја се двапут уписао у листу стрелаца, па Црвеној звезди која нас је јурила ништа није вредела победа против Приштине. Друга велика утакмица са Динамом била је на звездином стадиону, јер се на нашем одржавао слет поводом Дана младости. На „Маракани“ се окупило преко 70.000 наших присталица а гости из Загреба које је са клупе водио Мирослав Блажевић, брзо су повели са 2 : 0. Но, тргли смо се и уз помоћ наше феноменалне публике стигли до изједначења, што нам је било довољно за титулу, јер је једини конкурент био баш Динамо. 1. 2. 3. 4. 5. 6. 7. 8. 9. 10. 11. 12. 13. 14. 15. 16. |             |
| Такмичење              | Број утакмица | Број голова |
| Првенствене            | 199 | 58          |
| Интернационалне        | 24 | 8           |
| Пријатељске            | 171 | 88          |
| Куп Југославије        | 18 | 5           |
| Куп европских шампиона | 3 | 0           |
| Куп УЕФА               | 7 | 8           |
| Средњоевропски Куп     | 1 | 0           |
| Турнир у Мостару       | 7 | 3           |
| Лига младих тимова     | 7 | 1           |
| Београдски турнир      | 8 | 2           |
| Турнир у Титограду     | 1 | 0           |
| Турнир у Скопљу        | 1 | 0           |
| Трофеј „Марјан"        | 2 | 0           |
| Југо Турнир            | 2 | 1           |
| Укупно                 | 451 | 167         |